# 吉田明弘
吉田 明弘（よしだ あきひろ、1965年 - ）は、日本の建築家。現在大野秀敏とアプルデザインワークショップを主宰。東京都生まれ。

## 略歴
- 1990年（平成2年） 日本大学工学部建築学科卒業。卒業設計で最優秀賞(桜建賞)を受賞
- 同年 株式会社アプル総合計画事務所入所
- 2000年（平成12年） 株式会社アプル総合計画事務所 管理建築士
- 2004年（平成16年） 株式会社アプル総合計画事務所 取締役副所長
- 2005年（平成17年） 株式会社アプル総合計画事務所 から分岐 株式会社アプルデザインワークショップ設立 同社代表取締役所長 に就任
- 2010年 YKK健康管理センター で日本建築学会作品選奨選出

## おもな作品
- 天城の山荘
- 栃木KN邸
- 川奈GXK山荘
- 川奈OA邸
- YKK市川寮
- 松代石川南台アパート
- 松代アパート
- YKK滑川寮パティオス
- ハートホーム平川
- フロイデ彦島
- YKK健康管理センター
- 円劇場
- 門司税関
- 花フェスタ'95ぎふタワー,西ゲート,物販施設
- うかい大橋　（岐阜市長良）
- 神奈川県新ホール・日本放送協会（NHK）横浜放送局
- YKK丸屋根展示館
- YKK本社改修
- NBK 関工園
- MEMEセンター
- YKKR&Dセンター
- 横浜税関
- 鯖江環境センター
- NBK食堂棟
- YKK古御堂守衛所